# Rhytipterna
Rhytipterna (treurtirannen) is een geslacht van zangvogels uit de familie van de tirannen (Tyrannidae).

## Soorten
Het geslacht omvat de volgende soorten:
- Rhytipterna holerythra – Rosse treurtiran
- Rhytipterna immunda – Vaalbuiktreurtiran
- Rhytipterna simplex – Grijze treurtiran